# Jaime López de Asiain
Jaime López de Asiain Martín (Madrid, 1933-Sevilla, 2022), fue un arquitecto, escritor y catedrático español, investigador en bioclimatismo.

## Biografía
Estudió Arquitectura en Madrid donde se graduó en 1960. Se doctoró en Arquitectura por la Universidad de Madrid en 1963. Fue Catedrático de Estética y Composición Arquitectónica desde 1965.
Fue profesor y codirector de la Escuela Superior de Arquitectura de Sevilla. Luego fundó y fue director de la E.T.S.A. de Las Palmas de Gran Canaria (1973-1979). En 1984 fue fundador y director del Seminario de Arquitectura y Medioambiente - SAMA s.c. con sede en Sevilla. En 1964 creó la cátedra de Arquitectura Viva en la Escuela Superior de Arquitectura de Sevilla.
Fue profesor invitado impartiendo cursos en Berkeley y Arizona (EE. UU.), Roma, Milán, Lisboa y varias otras de América Latina.
Desarrolló investigaciones sobre Teoría y Metodología del Diseño, Composición Arquitectónica y participó como representante nacional en la Agencia Internacional de la Energía como experto en la XII Dirección General de la C.E.E. (Building 2000 Programme). En la XVII Dirección General (Programme THERMIE) integró el equipo redactor del Plan Director para la EXPO'92 de Sevilla. En este proyecto fue autor y director del proyecto y ejecución del Experimento Piloto de Tratamiento Bioclimático de Espacios Abiertos en la Isla de la Cartuja.
Participó en la elaboración de programas de la Comisión Europea y en el desarrollo del Espacio Europeo de Educación Superior (Bolonia) en el programa para la formación medioambiental de los arquitectos. Participan universidades de Alemania, Gran Bretaña, Italia, Hungría y el equipo en Sevilla del SAMA (Seminario de Arquitectura y Medio Ambiente). Sus últimas investigaciones se centran en el “Diseño y producción masiva de viviendas sociales bioclimáticas para el siglo XXI, dentro de una estructura urbana sostenible”.
Su interés por la arquitectura bioclimática se inició en 1964 cuando fundó en Sevilla la cátedra de Arquitectura Viva. Fue pionero de esta disciplina colaborando con muchos otros académicos de renombre como Rafael Serra Florensa y Helena Coch Roura, de la Universidad Politécnica de Cataluña, Margarita de Luxan, Javier Neila y Julián Salas Serrano, de la politécnica de Madrid, este último pionero en la definición del concepto de 'Habitabilidad básica', tan relevante en materia de cooperación al desarrollo.
Falleció en Sevilla el 12 de septiembre de 2022.

## Obras y proyectos
La mayor parte de su obra la realizó en Sevilla.
- Su primer proyecto conocido fue para la Galería de Arte Neblí, en 1960, en Madrid.
- En 1963, construyó el Centro de Estudios Aznalcázar, Sevilla.
- En 1964 ganó el concurso para la ordenación de las márgenes del Guadalquivir, donde se materializaron los jardines de Chapina y el Paseo de la O. Posteriormente construye el Estadio Olímpico de Chapina en 1965. Sevilla.
- Autor igualmente de la Escuela Técnica Superior de Ingenieros en el campus de Reina Mercedes (1964-67).
- En 1969 construye el Museo Nacional de Arte Contemporáneo, Madrid, por el que fue galardonado con el Premio Nacional de Arquitectura.
- En 1988 Proyectó y construyó las oficinas para la Sociedad Estatal EXPO'92 en la Isla de la Cartuja. Desarrolló la 'Experiencia piloto' de tratamiento bioclimático de los espacios abiertos de la EXPO'92, en Sevilla.
- Proyectó la adaptación del Pabellón Plaza de América a Escuela Superior de Ingenieros  de la Universidad de Sevilla con la construcción aledaña de los edificios de Laboratorios y Talleres. Dicha adaptación y nuevas construcciones se realizaron con criterios de diseño bioclimáticos.
- Entre 2000 y 2002 construye el Edificio bioclimático para la Policía Local en Calviá (Mallorca).
- Entre el 2000 y 2007 realiza el Proyecto del Parque Moret en Huelva en sus diferentes fases: urbanización y dirección de las obras asi como Espacio Escénico y equipamientos (no finalizado).
- En 2010 colaboró, junto al estudio de arquitectura  Ruiz Larrea & Asociados, y el CENER, en la construcción de la sede de la Agencia Andaluza de la Energía en el predio donde estuvo el Pabellón de Alemania, y es considerado una referencia en arquitectura bioclimática.
- Casa solar del Dr. Valeriano Ruiz Hernández en Mairena del Aljarafe.

## Crítica arquitectónica
Fue un gran crítico de la Torre Pelli en Sevilla, porque el PGOU de Sevilla faculta una edificabilidad que, repartida en varios bloques, también permite hacer un conjunto de construcciones menos agresivas y más económicas. Acérrimo objetor de la construcción del edificio Parasol, que curiosamente no para el sol en verano. Igualmente de la plaza de la Encarnación, porque la madera, por mucha protección que tenga, no va a durar en buenas condiciones más de 10 años. Dijo: "... La madera no es material adecuado para el clima de Sevilla, ni es sostenible ni es bioclimático..." 
En una entrevista para P36 Andalucía expreso algo que todos los bioclimáticos antiguos compartirían, referido a la arquitectura sostenible: "...En la arquitectura sevillana, cuando se hablaba de estos temas, se burlaban y decían: “Bah, estas son las cosas de Jaime”. Y ahora todos lo enuncian, aunque sea mintiendo para aparentar. Llevo 30 años intentando convencer a los profesores de arquitectura para que tengan en cuenta el medio ambiente en sus enseñanzas..."

## Premios, menciones y honores

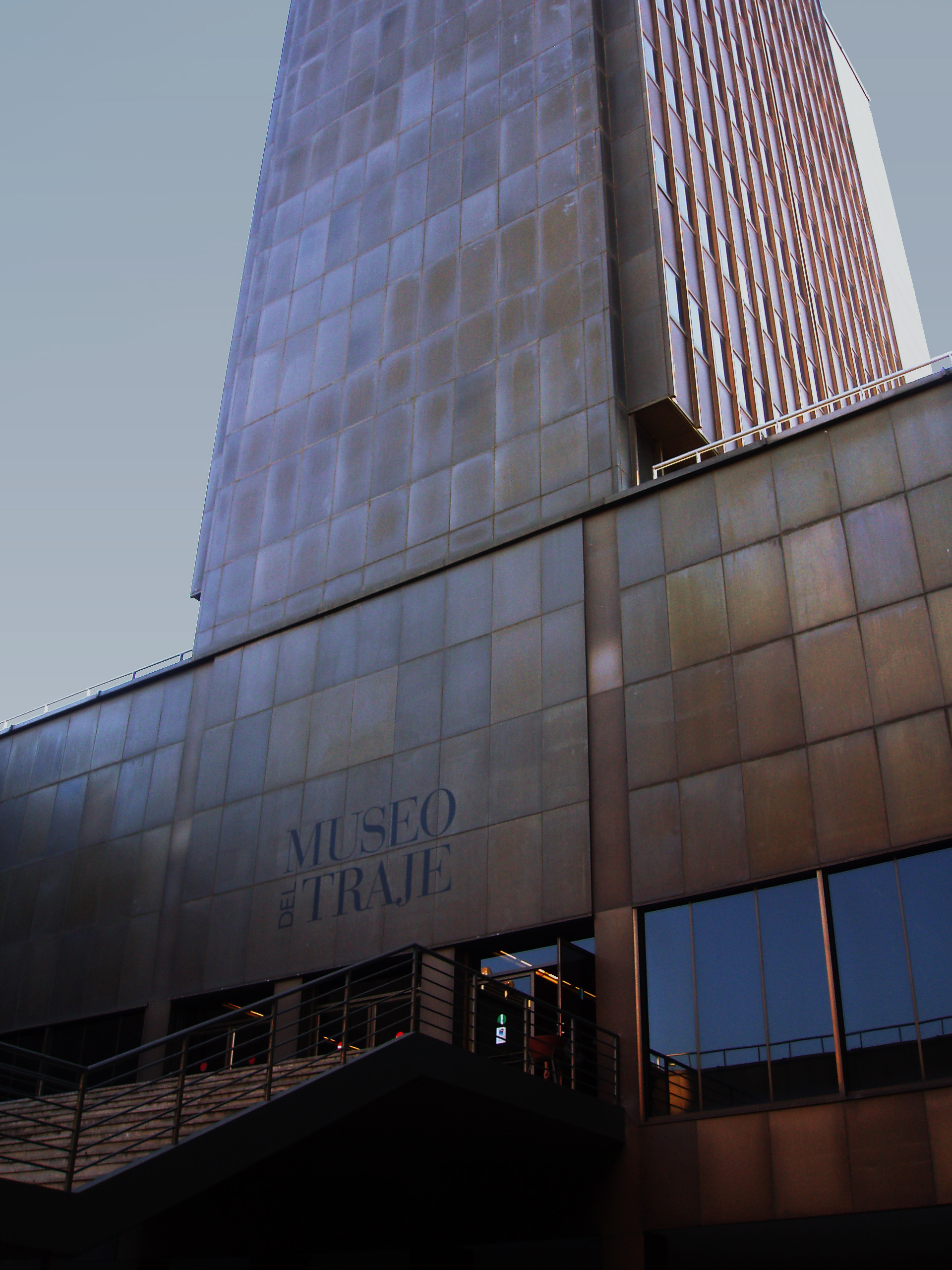
Museo Español de Arte Contemporáneo (actualmente Museo del Traje) en Madrid

- Museo Español de Arte Contemporáneo (actualmente Museo del Traje) en MadridPrimer Premio en el Concurso Nacional de Ordenación de las márgenes del Guadalquivir en Sevilla (1964).
- Primer Premio de Arquitectura y Medalla de Plata del Ateneo de Sevilla por su proyecto del Instituto Tecnológico ALTAIR (1968).
- Premio Nacional de Arquitectura de España (1969) por su proyecto Museo Español de Arte Contemporáneo en Madrid.
- Primer premio en el Concurso Internacional de Adaptación del Edificio Plaza de América de la EXPO'92 a nueva Escuela Superior de Ingenieros en la Isla de la Cartuja, Sevilla (1993).
- Diploma de reconocimiento a la Excelencia Docente de la Universidad de Sevilla (1999).
- Primer  Premio del Concurso Nacional para el Parque Moret, Huelva. (2000).
- Primer Premio ”Ciudad de Sevilla” en su categoría “Arquitectura y Energía” (2002).
- Primer "Premio Progreso” de la Federación Andaluza de Municipios por su proyecto y ejecución del Parque Moret en Huelva, como ejemplo de trabajo ciudadano participativo con la Plataforma Parque Moret (2005).
- Primer Premio del Concurso nacional para la sede de la Agencia Andaluza de la Energía en Sevilla en colaboración con Ruiz Larrea Asociados y CENER. 2006.
- En la última edición de los Premios COAS 2021 recibió el Premio Excelencia Profesional por toda su trayectoria.